# Fernando Pérez Royo
Fernando Pérez Royo (Alcalá de Guadaíra, 25 de gener de 1943), advocat i polític espanyol, va participar per 17 anys en el Parlament Europeu com a eurodiputat de la segona, tercera, quarta i cinquena legislatura.
Fill d'un metge, es llicencià en Dret per la Universitat de Sevilla, on va fer amistat amb Felipe González i va coincidir amb Manuel Chaves González, Alejandro Rojas-Marcos de la Viesca i Rafael Escuredo Rodríguez. Es doctorà en Dret per la Universitat de Bolonya i després de treballar a València i Jerez de la Frontera, actualment és catedràtic de Dret Financer i Tributari de la Universitat de Sevilla, on ha dirigit un projecte d'investigació sobre la formació i l'R+D+I en el sector ferroviari.
Durant la transició democràtica va militar en el Partit Comunista d'Espanya, amb el que fou elegit diputat per Sevilla a les eleccions generals espanyoles de 1979 i 1982, i del que en fou portaveu al Congrés dels Diputats de 1985 a 1987. Fou un dels impulsors de la coalició Izquierda Unida (IU), amb la que fou elegit diputat al Parlament Europeu a les eleccions de 1987 i 1989. El 1992 abandonà IU per a ingressar en el PSOE, amb el que fou elegit diputat al Parlament Europeu a les eleccions de 1994 i 1999. De 1989 a 1992 fou vicepresident del Parlament Europeu.

## Obres
- Los delitos y las infracciones en materia tributaria (1986)
- Derecho financiero y tributario. Parte general. (Tratados y manuales) (1990)
- Comentarios a la reforma de la Ley general tributaria (1996, Colección Monografías Aranzadi)
- Derecho financiero y tributario. Parte especial.